# Barsana (India)
Barsana è una suddivisione dell'India, classificata come nagar panchayat, di 9.215 abitanti, situata nel distretto di Mathura, nello stato federato dell'Uttar Pradesh. In base al numero di abitanti la città rientra nella classe V (da 5.000 a 9.999 persone).

## Geografia fisica
La città è situata a 27° 38' 60 N e 77° 22' 60 E e ha un'altitudine di 181 m s.l.m..

## Società

### Evoluzione demografica
Al censimento del 2001 la popolazione di Barsana assommava a 9.215 persone, delle quali 4.901 maschi e 4.314 femmine. I bambini di età inferiore o uguale ai sei anni assommavano a 1.789, dei quali 928 maschi e 861 femmine. Infine, coloro che erano in grado di saper almeno leggere e scrivere erano 4.852, dei quali 3.190 maschi e 1.662 femmine.